# Talassaari (ö i Mellersta Finland, Saarijärvi-Viitasaari, lat 62,77, long 24,91)
Talassaari är en ö i Finland. Den ligger i sjön Tuhmalampi och i kommunen Karstula i den ekonomiska regionen  Saarijärvi-Viitasaari och landskapet Mellersta Finland, i den centrala delen av landet, 290 km norr om huvudstaden Helsingfors. Öns area är 0,5 hektar och dess största längd är 110 meter i öst-västlig riktning.